# Flugpolizei

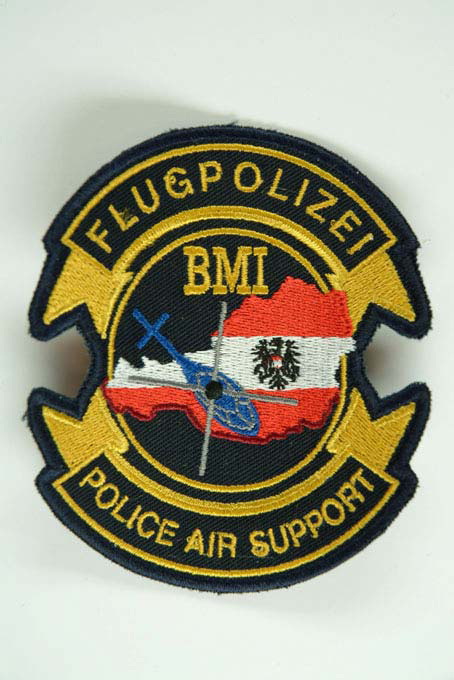
Abzeichen der Flugpolizei

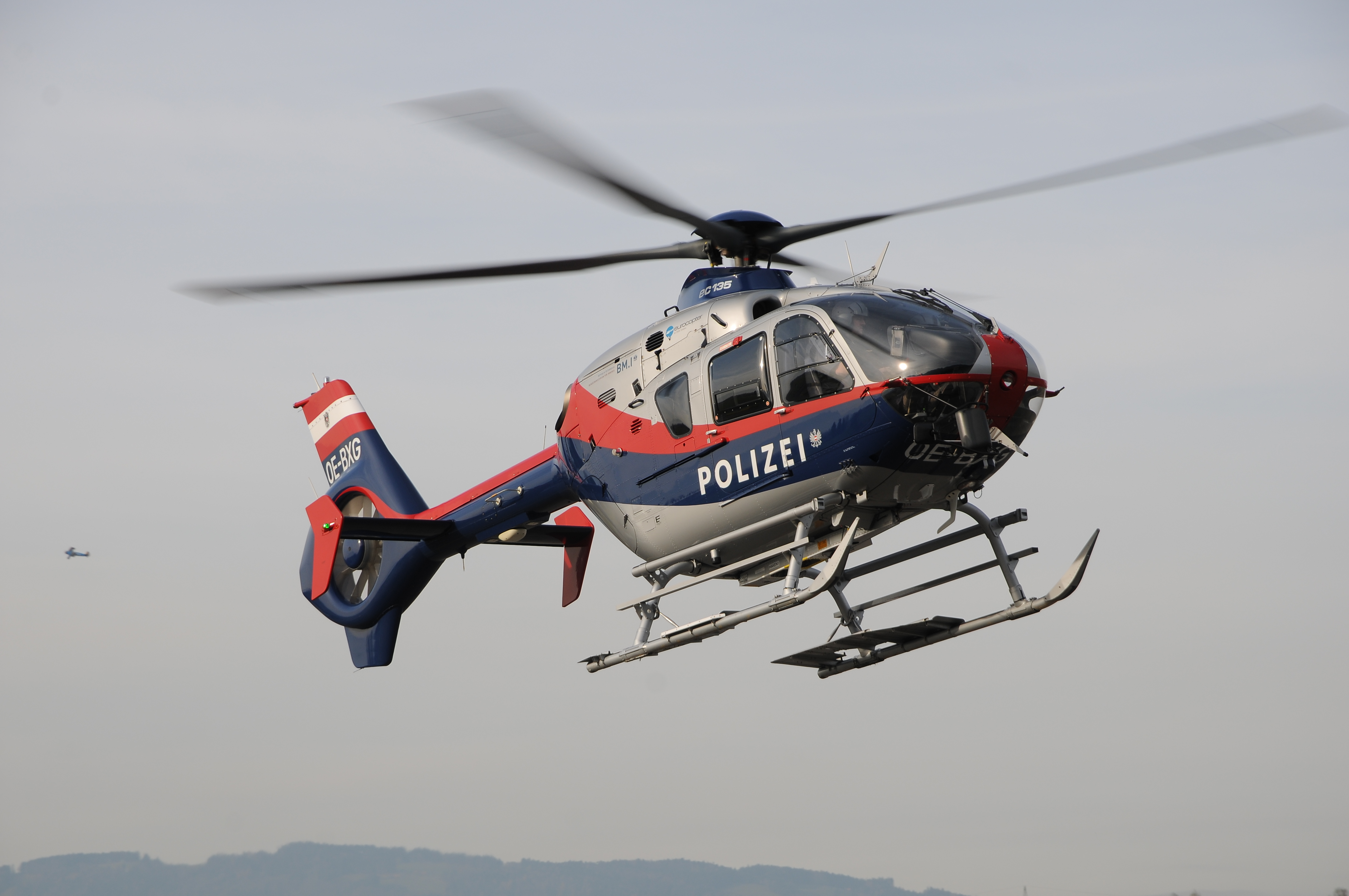
Einer der derzeit im Einsatz stehenden EC 135

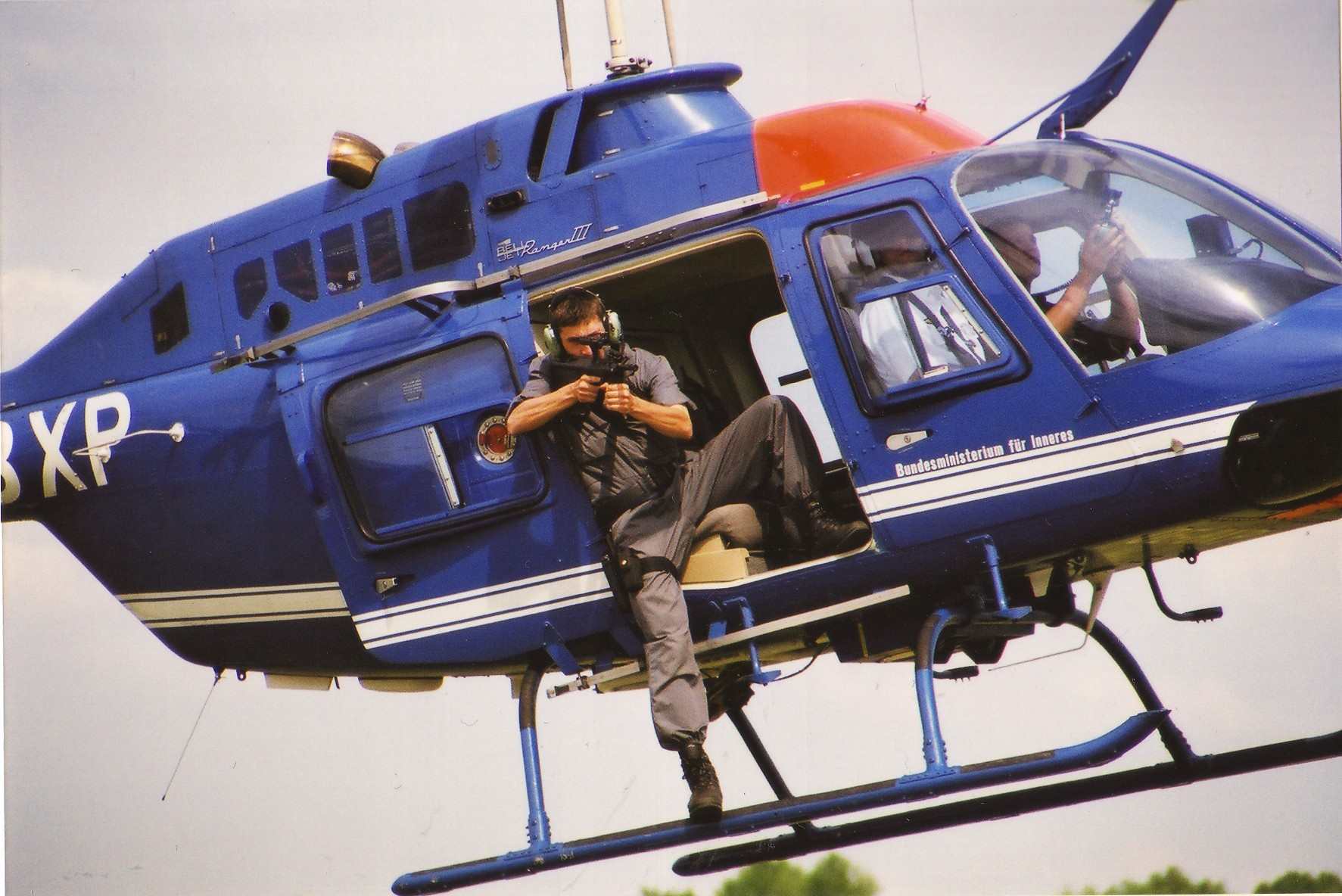
Auch Gefahreneinsätze mit dem EKO Cobra gehören zu den Aufgaben der Flugpolizei

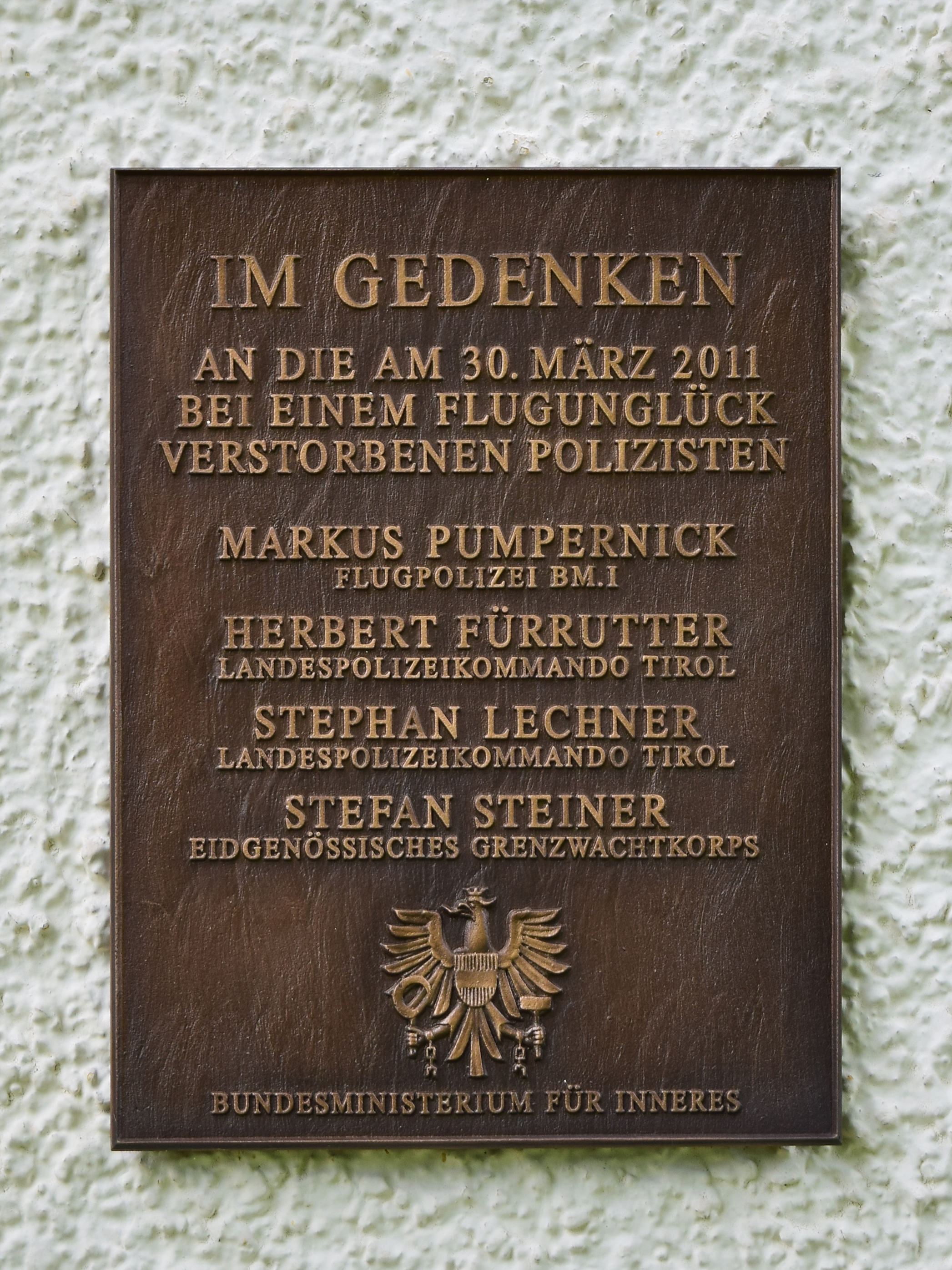
Gedenktafel für den Absturz eines Polizeihubschraubers am 30. März 2011

Die Flugpolizei ist eine Abteilung des österreichischen Bundesministeriums für Inneres. Der Dienst wird von den Exekutivbediensteten der Flugpolizei in Uniform versehen.
Im Jahr 2011 absolvierten die Beamten der Flugpolizei 10.684 Flüge mit einer Gesamtflugzeit von 4434 Flugstunden. Von diesen Flügen entfielen 1161 auf staatspolizeiliche Tätigkeiten, 2020 auf kriminalpolizeiliche und 3354 auf sicherheitspolizeiliche Anlässe. 791 Flüge dienten dabei der Rettung unverletzter Personen. Seit 1997 kam es zu fünf Abstürzen von Hubschraubern der österreichischen Flugpolizei.

## Aufgaben
Die Leitung der Flugpolizei koordiniert und tätigt Flugeinsätze im Dienste der Aufrechterhaltung der öffentlichen Ordnung, Ruhe und Sicherheit. Das sind Flüge in staatspolizeilichen und kriminalpolizeilichen Angelegenheiten, Flüge im Zusammenhang mit Großveranstaltungen oder bei der Verkehrsüberwachung. Besondere Sicherheitsaufgaben werden auch im Bereich des Zivilschutzes wahrgenommen. So werden u. a. die Feuerwehren bei der Brandbekämpfung aus der Luft oder bei sonstigen Naturkatastrophen unterstützt. Es werden Such- und Rettungsdienste für die Zivilluftfahrtbehörde (ACG) durchgeführt. Sehr oft wird die Flugpolizei zu Seilbergungen im schwierigen alpinen Gelände oder zur Suche nach abgängigen Personen gerufen.
Die früher von der Flugpolizei ebenfalls durchgeführten Rettungs- und Ambulanzflüge werden seit 1. Juli 2001 nicht mehr von den Hubschraubern des BMI erledigt. Hierfür kommen nun diverse Anbieter, wie etwa der Christophorus Flugrettungsverein zum Einsatz.
Die Ausbildung erfolgt im ressorteigenen Schulzentrum. Dort werden Exekutivbedienstete zu Piloten und Luftfahrzeugwarten ausgebildet. Die Ausbildung von Flugbeobachtern und Flugrettern sowie deren gesamte Fortbildung wird der zuständigen ministeriellen Abteilung koordiniert und geleitet. Hinzu kommt die Schulung von externem Personal (z. B. von Feuerwehrleuten – Ausbildung zu Feuerwehrflughelfern).
Der Ankauf neuer Luftfahrzeuge und deren Instandhaltung wird ebenfalls intern organisiert. Die Wartung und technische Betreuung der Luftfahrzeuge ist eine besonders verantwortungsvolle Aufgabe, welche von ressorteigenen Spezialisten vorgenommen wird.
Eine wichtige Aufgabe ist auch die Mitwirkung der Luftpolizei im Bereich des Luftfahrtrechts, im Speziellen bei der Erlassung und Konzipierung neuer rechtlicher Bestimmungen auf diesem Sektor. Die Mitarbeit bei der Untersuchung von Grenzzwischenfällen im Luftraum und bei Angriffen auf die Sicherheit der Zivilluftfahrt kommt als ein weiterer Aufgabenbereich hinzu. Neben der Aufklärung der Sachlage gilt vor allem, internationalen Organisationen als Berichterstatter zu dienen.

## Standorte
Die Standorte der Flugpolizei werden als Flugeinsatzstellen (FESt) bezeichnet. Größter Standort ist die Flugeinsatzstelle Wiener Neustadt, wo sich auch die Zentrale der österreichischen Flugpolizei sowie die eigene Hubschrauberflugschule des Bundesministeriums für Inneres befindet. In Niederösterreich gibt es zwei Außenstellen, eine in Bad Vöslau für die Trainingsflüge der Hubschrauberflugschule, und die zweite am Flughafen Wien für Flughafenüberwachungsflüge.
- FESt Wiener Neustadt (Gelände Einsatzkommando Cobra)[5]
  - Aussenstelle Schwechat (Flughafen Wien)
  - Aussenstelle Bad Vöslau
- FESt Linz (Flughafen Linz)
- FESt Salzburg (Flughafen Salzburg)
- FESt Innsbruck (Flughafen Innsbruck)
- FESt Hohenems (Flugplatz Hohenems-Dornbirn)
- FESt Klagenfurt (Flughafen Klagenfurt)
- FESt Graz (Flughafen Graz)

## Typenübersicht
Es befinden sich derzeit folgende Hubschrauber-Modelle bei der österreichischen Flugpolizei im Einsatz:
| Bild                | Bezeichnung           | Technische Informationen | Anzahl                                              |
| ------------------- | --------------------- | --- | --------------------------------------------------- |
| Eurocopter EC 135   | Eurocopter EC 135 P2+ | max. Abfluggewicht: 2.910 kg Reisegeschwindigkeit: 256 km/h Leistung: 2 × 706 PS (Arrius) bzw. 743 PS (P&W) Besatzung Exekutivausführung: Pilot + 7 Personen Besatzung FLIR-Ausführung: 2 Piloten + FLIR-Operator + 1 Beobachter | 3 (Standard-Ausführung) 4 (FLIR-Ausführung) 4 (neu) |
| Bell 206B JetRanger | Bell 206 B JetRanger  | max. Abfluggewicht: 1.520 kg Höchstgeschwindigkeit: 230 km/h Leistung: 420 PS (Allison 250-C20B) Besatzung Exekutivausführung: Pilot + 4 Personen                                                                                | 1                                                   |
| Eurocopter AS 350   | Eurocopter AS 350 B1  | max. Abfluggewicht: 2.200 kg Höchstgeschwindigkeit: 287 km/h Leistung: 694 PS (Arriel 1D) Besatzung Exekutivausführung: Pilot + 5 Personen                                                                                       | 4                                                   |
| Eurocopter AS 355   | Eurocopter AS 355 F2  | max. Abfluggewicht: 2.540 kg Höchstgeschwindigkeit: 272 km/h Leistung: 2 × 420 PS Besatzung Exekutivausführung: Pilot + 5 Personen Besatzung FLIR-Ausführung: Pilot + 4 Personen                                                 | 2                                                   |
| Eurocopter AS 355   | Eurocopter AS 355 N   | max. Abfluggewicht: 2600 kg Höchstgeschwindigkeit: 272 km/h Leistung: 2 × 456 PS Besatzung Exekutivausführung: Pilot + 5 Personen                                                                                                | 2                                                   |
| Eurocopter AS 355   | Eurocopter AS 350 B3  | max. Abfluggewicht: 2250 kg Höchstgeschwindigkeit: 287 km/h Leistung: 847 PS Besatzung Exekutivausführung: Pilot + 5 Personen | 2                                                   |

## Entwicklung
Im September 2006 erfolgte die Ausschreibung für den Ankauf von neuen Mehrzweckhubschraubern. Die Entscheidung für den Typ EC 135 der Firma Eurocopter fiel im September 2007. Die Gesamtkosten für die acht Hubschrauber inklusive der Umschulung für Piloten und Techniker beliefen sich auf 47,4 Mio. Euro.
In Zukunft soll die Hubschrauberflotte „Typenrein“ werden. Durch die Auslieferung der 8 EC 135 P2+ ist nicht nur eine Anpassung an die internationalen Polizei- bzw. technischen Standards erfolgt, sondern eine Führungsrolle eingenommen worden. Die Hubschrauber sind allesamt für den Betrieb von modernstem Wärmebildgerät  (Forward looking Infrared kurz FLIR) – und Full HD Videosystemen ausgerüstet und zum Betrieb mit Nachtsichtbrillen (Night Vision Goggles kurz NVG) zugelassen. Vier der Hubschrauber sind mit einem Wärmebildgeräteturm der Marke Wescam MX 15i, einem Suchscheinwerfer Spectrolab SX-16 Nightsun sowie einer Anlage zur direkten Bildübertragung zu einer Einsatzzentrale ausgerüstet. Die vier mit dieser Zusatzausrüstung ausgestatteten Hubschrauber sind Single Pilot IFR zugelassen und besitzen zusätzlich einen Autopiloten und Wetterradar.
Infolge des Terroranschlags auf die Redaktion von Charlie Hebdo in Paris im Jänner 2015 kamen die österreichischen Sicherheitsbehörden zu der Erkenntnis, dass es wichtig sei, Spezialkräfte rasch an den Einsatzort zu bringen. Zu diesem Zweck wurde von der österreichischen Bundesregierung daher der Ankauf von vier größeren, teilweise gepanzerten Hubschraubern beschlossen. Um welche Type es sich hierbei handelt wurde zunächst noch nicht kommuniziert. Die neuen Hubschrauber sollen frühestens 2017 zur Flotte der Flugpolizei stoßen.
Am 5. Dezember 2017 wurde der Kaufvertrag mit Airbus Helicopters zum Kauf von 4 Stück H-135 P3 sowie 2 Stück H-125 (AS-350B3e) abgeschlossen. Diese Hubschrauber wurden im Laufe des Jahres 2019 ans BMI übergeben.
Im Jahr 2022 wurden durch die Übernahme einer Option für das Bundesheer vier Transporthubschrauber des Typs AW169 des italienischen Herstellers Leonardo S.p.A. bestellt. Wegen juristischer Bedenken wurde jedoch diese Bestellung mit Anfang Dezember 2022 storniert.